# بیرچیپ، ویکتوریا
بیرچیپ (به انگلیسی: Birchip) یک شهرک در استرالیا است که در ویکتوریا (استرالیا) واقع شده‌است. این شهرک در منطقه مالی ویکتوریا، در بزرگراه سانرایزیا در شمال دونالد واقع شده‌است. بیرچیپ در منطقه شهرداری شیل بلوک است. در سرشماری سال ۲۰۱۶، جمعیت بیرچیپ ۷۰۲ نفر بود که نسبت به سال ۲۰۱۱ برابر ۶۶۲ نفر بود.

## جستارهای وابسته

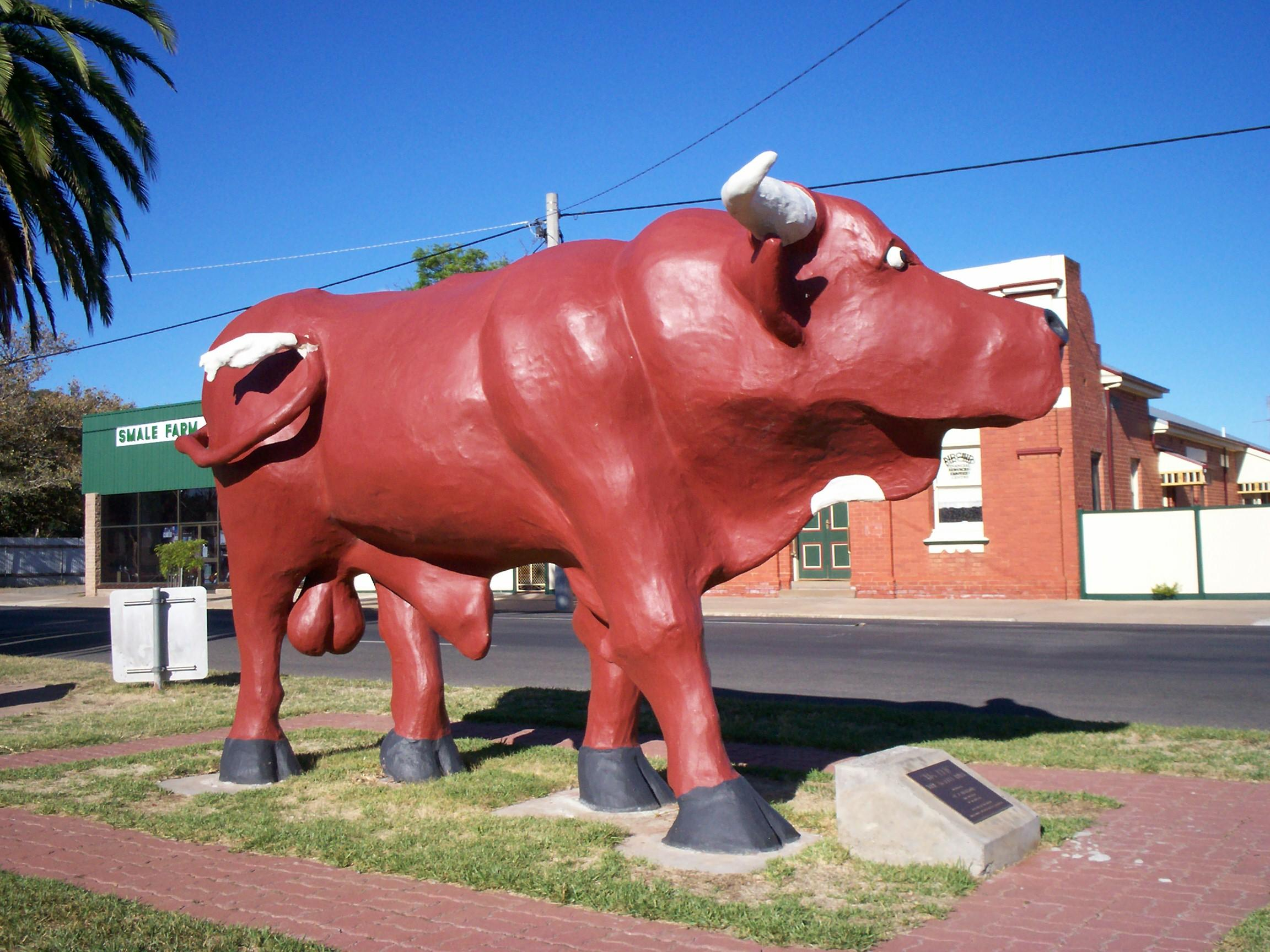
گاو مالی